# نووی میلانوواتس
نووی میلانوواتس (به صربی: Novi Milanovac) یک منطقهٔ مسکونی در صربستان است که در Aerodrom واقع شده‌است. نووی میلانوواتس ۴۰۶ نفر جمعیت دارد.